# Aulacorhynchus sulcatus
Aulacorhynchus sulcatus е вид птица от семейство Туканови (Ramphastidae).

## Разпространение
Видът е разпространен във Венецуела.